# Nekrolog 4. Quartal 1948
Nekrolog
◄◄
| ◄
| 1944
| 1945
| 1946
| 1947
| 1948 | 1949 | 1950 | 1951 | 1952 | ► | ►►
1. Quartal |
2. Quartal |
3. Quartal |
4. Quartal 1948
Weitere Ereignisse | Allgemeiner Nekrolog 1948
Die Beschreibung der verstorbenen Person sollte so kurz wie möglich gehalten sein und nur deren signifikante Tätigkeit(en) enthalten.
Neue Namen ggf. auch unter dem Geburts- und Sterbedatum, also etwa unter 1. Januar und im Geburts- und Sterbejahr (2024) eintragen (nur bei entsprechender großer Wichtigkeit). Für Beispiele siehe die schon vorhandenen Artikel.
Außerdem über die fünf zuletzt Verstorbenen, zu denen es einen ausreichend guten Artikel für eine Präsentation auf der Hauptseite gibt, nach der todesbedingten Überarbeitung der Artikel ggf. auch unter Wikipedia Diskussion:Hauptseite informieren und sie am besten auch in den anderen Wikipedia-Sprachversionen eintragen. Tipp: Regelmäßig bei news.google.de nach „ist tot“, „gestorben“ oder „verstorben“ suchen.
Wenn eine Person gestorben ist, gibt es viele Seiten zu dieser Person in der Wikipedia, die davon auch betroffen sind und entsprechend aktualisiert werden müssen. Beispiele: Namenübersichtsseite, Geburtsjahr, Geburtsort-Seiten und viele mehr.
Wie finde ich die betroffenen Seiten?
Im Suchfeld auf der linken Seite gibt man den Suchbegriff so ein: „Vorname Nachname“. Dann klickt man auf Volltext und alle Seiten mit entsprechendem Suchtext werden aufgerufen. Hier sieht man dann schnell, wo auch das Todesjahr Sinn macht oder sogar ein Teil des Artikels angepasst werden muss. Auch hilft das „Werkzeug“ auf der linken Seite sehr gut, um solche Seiten aufzufinden: „Links auf diese Seite“. Somit ist die Wikipedia wieder aktuell in allen Bereichen! Hinweis: bei Eintragung der Kategorie „Gestorben JAHR“ wird der Missbrauchsfilter 49 ausgelöst, was jedoch nicht schlimm ist. Siehe: Spezial:Missbrauchsfilter/49
Dies ist eine Liste von im vierten Quartal 1948 verstorbenen bekannten Persönlichkeiten. Die Einträge erfolgen innerhalb der einzelnen Daten alphabetisch sortiert. Tiere sind im Nekrolog für Tiere zu finden.

## Oktober
| Tag         | Name                                            | Beruf, bekannt als | Alter | Beleg |
| ----------- | ----------------------------------------------- | --- | ----- | ----- |
| 1. Oktober  | Walter Borchard                                 | deutscher Architekt                                                                                                   | 60    |       |
| 1. Oktober  | William J. Driver                               | US-amerikanischer Politiker                                                                                           | 75    |       |
| 1. Oktober  | Feodossi Nikolajewitsch Krassowski              | russischer Geodät und Mathematiker                                                                                    | 70    |       |
| 1. Oktober  | Karl Siegmund Richard Lotze                     | deutscher Jurist und sächsischer Staatsbeamter                                                                        | 77    |       |
| 1. Oktober  | Phraya Manopakorn Nititada                      | thailändischer Politiker, Premierminister                                                                             | 64    |       |
| 1. Oktober  | Fritz Schnabel                                  | deutscher Verleger | 62    |       |
| 1. Oktober  | Adolf Szyszko-Bohusz                            | polnischer Architekt, Hochschullehrer und Denkmalpfleger                                                              | 65    |       |
| 2. Oktober  | Friedrich Buxbaum                               | österreichischer Cellist und Komponist                                                                                | 79    |       |
| 2. Oktober  | Ferdinand Eger                                  | österreichischer Jurist und Politiker                                                                                 | 79    |       |
| 2. Oktober  | Alfred Hansen                                   | norwegischer Politiker und Bürgermeister                                                                              | 54    |       |
| 2. Oktober  | Karl Pawelka                                    | deutscher Reichsgerichtsrat                                                                                           | 58    |       |
| 2. Oktober  | Federico Sacco                                  | italienischer Geologe und Paläontologe                                                                                | 84    |       |
| 3. Oktober  | Sidney Garcke                                   | britischer Manager | 63    |       |
| 3. Oktober  | Mary Adelaide Nutting                           | kanadische Krankenschwester, Pflegeprofessorin und Pflegehistorikerin                                                 | 89    |       |
| 3. Oktober  | Alois Wolfmüller                                | deutscher Ingenieur, Luftfahrtpionier und Erfinder des ersten seriengefertigten Motorrades                            | 84    |       |
| 4. Oktober  | René Benjamin                                   | französischer Schriftsteller                                                                                          | 63    |       |
| 4. Oktober  | Arthur Whitten Brown                            | britischer Flugpionier und Navigator des ersten Non-Stop-Flugs über den Atlantik                                      | 62    |       |
| 4. Oktober  | Katharina Kuhn                                  | deutsche Politikerin (USDP), MdHB                                                                                     | 70    |       |
| 4. Oktober  | Georg Kulenkampff                               | deutscher Violinist                                                                                                   | 50    |       |
| 4. Oktober  | Michel Polak                                    | belgischer Architekt                                                                                                  | 63    |       |
| 4. Oktober  | Jan Savitt                                      | US-amerikanischer Jazz-Musiker und Bigband-Leader                                                                     | 41    |       |
| 4. Oktober  | Hans Seifert                                    | deutscher Politiker (NSDAP), MdR                                                                                      | 59    |       |
| 5. Oktober  | Gilbert John Arrow                              | englischer Entomologe                                                                                                 | 74    |       |
| 5. Oktober  | Wilbur Lucius Cross                             | US-amerikanischer Geschäftsmann, Politiker und Gouverneur von Connecticut                                             | 86    |       |
| 5. Oktober  | Ōtani Kōzui                                     | japanischer buddhistischer Geistlicher; Chefpriester des Tempels Nishi Hongan-ji der Jōdo-Shinshū                     | 71    |       |
| 6. Oktober  | Johannes Gosselck                               | deutscher Pädagoge, Heimatforscher und niederdeutscher Schriftsteller                                                 | 67    |       |
| 6. Oktober  | Gurbansoltan-eje                                | turkmenische Mutter des turkmenischen Staats- und Regierungschefs Saparmyrat Nyýazow                                  |       |       |
| 6. Oktober  | George Cromwell Scott                           | US-amerikanischer Jurist und Politiker                                                                                | 84    |       |
| 6. Oktober  | Theodor von Zeynek                              | österreichischer Oberst                                                                                               | 75    |       |
| 7. Oktober  | Johan Hjort                                     | norwegischer Zoologe (Meeresbiologie)                                                                                 | 79    |       |
| 7. Oktober  | Kamekichi Tokita                                | japanisch-amerikanischer Maler und Tagebuchschreiber                                                                  | 51    |       |
| 7. Oktober  | Edgar Leonard                                   | US-amerikanischer Tennisspieler                                                                                       | 67    |       |
| 8. Oktober  | Sydney Anderson                                 | US-amerikanischer Politiker                                                                                           | 67    |       |
| 8. Oktober  | Franz Hochstetter                               | deutscher Nationalökonom                                                                                              | 67    |       |
| 8. Oktober  | Karl Viernstein                                 | deutscher Finanzrichter                                                                                               | 64    |       |
| 8. Oktober  | Paul Wicke                                      | deutscher Maler | 56    |       |
| 9. Oktober  | Rudolf Bernoulli                                | Schweizer Kunsthistoriker                                                                                             | 67    |       |
| 9. Oktober  | Franz Josef Geil                                | deutscher Politiker (CDU), MdL                                                                                        | 41    |       |
| 9. Oktober  | Alfred Roth                                     | deutscher Bundeswart des Reichshammerbund und Politiker (DVP, NSDAP), MdR                                             | 69    |       |
| 9. Oktober  | Joseph Wedderburn                               | schottischer Mathematiker                                                                                             | 66    |       |
| 10. Oktober | Edwin Bauersachs                                | deutscher Mundartdichter des Erzgebirges                                                                              | 55    |       |
| 10. Oktober | Mary Eaton                                      | US-amerikanische Schauspielerin und Tänzerin                                                                          | 47    |       |
| 10. Oktober | Ray Frank                                       | US-amerikanische Predigerin (Judentum)                                                                                | 87    |       |
| 10. Oktober | Siegmund von Hausegger                          | österreichisch-deutscher Komponist und Dirigent                                                                       | 76    |       |
| 10. Oktober | Bettina Holzapfel-Gomperz                       | österreichisch-schweizerische Bildhauerin und Schriftstellerin                                                        | 69    |       |
| 10. Oktober | Julius Schrag                                   | deutscher Maler | 84    |       |
| 11. Oktober | André Bloch                                     | französischer Mathematiker                                                                                            | 54    |       |
| 11. Oktober | Okamoto Ippei                                   | japanischer Manga-Zeichner und Karikaturist                                                                           | 62    |       |
| 11. Oktober | Gerard Scheurleer                               | niederländischer Tennisspieler                                                                                        | 62    |       |
| 11. Oktober | Fridolin Stadelmann                             | österreichischer Politiker (CSP) und Sägewerkbesitzer, Landtagsabgeordneter zum Vorarlberger Landtag                  | 71    |       |
| 12. Oktober | Dildar                                          | kurdischer Dichter | 30    |       |
| 12. Oktober | Ernest Hauger                                   | französischer römisch-katholischer Missionar und Bischof                                                              | 75    |       |
| 12. Oktober | Hubert Van Houtte                               | belgischer Historiker                                                                                                 | 75    |       |
| 12. Oktober | Alfred Kerr                                     | deutscher Schriftsteller, Theaterkritiker und Journalist                                                              | 80    |       |
| 12. Oktober | Adrian Rappoldi                                 | deutscher Musiker und Musikpädagoge                                                                                   | 72    |       |
| 12. Oktober | Wilhelm Schulte                                 | deutscher Politiker (SPD)                                                                                             | 44    |       |
| 12. Oktober | Nils Trædal                                     | norwegischer Politiker (Bauernpartei), Mitglied des Storting und Priester                                             | 68    |       |
| 12. Oktober | Joseph Würth                                    | deutscher Verleger und Illustrator                                                                                    | 48    |       |
| 13. Oktober | Baron Karl                                      | österreichisches Original                                                                                             | 66    |       |
| 13. Oktober | Johannes Behm                                   | deutscher lutherischer Theologe und Hochschullehrer                                                                   | 65    |       |
| 13. Oktober | Joseph Court                                    | französischer Kolonialbeamter                                                                                         | 67    |       |
| 13. Oktober | Wilhelm Credner                                 | deutscher Geograph | 55    |       |
| 13. Oktober | Samuel S. Hinds                                 | US-amerikanischer Schauspieler                                                                                        | 73    |       |
| 13. Oktober | Leonid Mossends                                 | ukrainischer Dichter, Schriftsteller, Übersetzer und Humorist                                                         | 51    |       |
| 13. Oktober | Ulisse Caputo                                   | italienischer Genremaler, Kupferstecher und Bildhauer                                                                 | 75    |       |
| 14. Oktober | Dale Fuller                                     | US-amerikanische Schauspielerin                                                                                       | 63    |       |
| 14. Oktober | Raphael Molitor                                 | deutscher Geistlicher, Benediktiner und Abt                                                                           | 75    |       |
| 14. Oktober | Victoria Marie von Mecklenburg-Strelitz         | Mitglied des herzoglichen Hauses Mecklenburg-Strelitz                                                                 | 70    |       |
| 15. Oktober | Walter Alberts                                  | deutscher Eisenhüttenmann und Manager der deutschen Stahlindustrie                                                    | 65    |       |
| 15. Oktober | Maxim Petrowitsch Dmitrijew                     | russischer Fotograf                                                                                                   | 90    |       |
| 15. Oktober | Hermann Keimel                                  | deutscher Maler, Graphiker und Gebrauchsgraphiker                                                                     | 59    |       |
| 15. Oktober | Ester Blenda Nordström                          | schwedische Journalistin und Schriftstellerin                                                                         | 57    |       |
| 16. Oktober | Friedrich Kreß von Kressenstein                 | deutscher General der Artillerie der Reichswehr                                                                       | 78    |       |
| 16. Oktober | Romuald Rappaport                               | österreichischer Filmmanager und Filmproduzent                                                                        | 50    |       |
| 17. Oktober | Francis Beckman                                 | US-amerikanischer Geistlicher, Erzbischof von Dubuque                                                                 | 72    |       |
| 17. Oktober | Guy Brunton                                     | britischer Ägyptologe                                                                                                 | 70    |       |
| 17. Oktober | Konrad Hustaedt                                 | deutscher Heimatforscher, Kunsthistoriker und Landeskonservator                                                       | 73    |       |
| 17. Oktober | Kurt Jerschke                                   | deutscher Verwaltungsjurist in Schlesien und Elsaß-Lothringen                                                         | 76    |       |
| 17. Oktober | Max Neubert                                     | deutscher Unternehmer und Erfinder                                                                                    | 85    |       |
| 18. Oktober | Walther von Brauchitsch                         | deutscher Offizier, Oberbefehlshaber des Heeres im Dritten Reich                                                      | 67    |       |
| 18. Oktober | Margaret Hasluck                                | schottische Geographin, Linguistin, Archäologin und Volkskundlerin                                                    | 63    |       |
| 18. Oktober | George Francis Hill                             | britischer Numismatiker                                                                                               | 80    |       |
| 18. Oktober | Karl Killer                                     | deutscher Bildhauer und Hochschullehrer                                                                               | 75    |       |
| 18. Oktober | Jurgis Šaulys                                   | litauischer Politiker und Diplomat                                                                                    | 69    |       |
| 18. Oktober | Heinrich Scheuten                               | deutscher Opernsänger (Tenor)                                                                                         | 82    |       |
| 18. Oktober | Karl Gustav Vollmoeller                         | deutscher Archäologe, Philologe, Lyriker, Dramatiker, Schriftsteller, Drehbuchautor, Übersetzer                       | 70    |       |
| 18. Oktober | Wolfgang Willrich                               | deutscher Künstler und Schriftsteller zur NS-Zeit                                                                     | 51    |       |
| 18. Oktober | Ernst Zuppinger                                 | Schweizer Kunstmaler                                                                                                  | 73    |       |
| 19. Oktober | Arno Rafael Cederberg                           | finnischer Historiker                                                                                                 | 63    |       |
| 19. Oktober | Harold James                                    | britischer Bogenschütze                                                                                               | 80    |       |
| 19. Oktober | Richard Hely-Hutchinson, 6. Earl of Donoughmore | britischer Offizier und Peer                                                                                          | 73    |       |
| 19. Oktober | Bruno Malitz                                    | deutscher NSDAP-Kreisleiter                                                                                           | 43    |       |
| 19. Oktober | Ludwig Christian Karl Alexander Martens         | sowjetischer Revolutionär, Botschafter und Maschinenbauingenieur                                                      | 73    |       |
| 19. Oktober | Hans Meinshausen                                | deutscher Politiker (NSDAP), MdR                                                                                      | 59    |       |
| 19. Oktober | José Natividad Macías                           | mexikanischer Jurist, Rektor der Universidad Nacional de México und Politiker                                         | 91    |       |
| 19. Oktober | Abraham Schrameck                               | französischer Politiker                                                                                               | 80    |       |
| 20. Oktober | Arthur Garton                                   | britischer Ruderer | 59    |       |
| 20. Oktober | Stephan Glöckner                                | deutscher Klassischer Philologe und Gymnasiallehrer                                                                   | 73    |       |
| 20. Oktober | Wilhelm Heraeus                                 | deutscher Chemiker | 88    |       |
| 20. Oktober | Bert Sas                                        | niederländischer Militärattaché in Berlin (1936–1940)                                                                 | 56    |       |
| 20. Oktober | Peter Witt                                      | US-amerikanischer Politiker und Verkehrsexperte                                                                       | 79    |       |
| 21. Oktober | Willi Clahes                                    | deutscher Jurist, Politiker (NSDAP), SA- und SS-Mitglied                                                              | 53    |       |
| 21. Oktober | Otto Keinath                                    | deutscher Politiker (NLP, DDP, DVP, NSDAP), MdR                                                                       | 68    |       |
| 21. Oktober | Elissa Landi                                    | österreichisch-amerikanische Schauspielerin und Schriftstellerin                                                      | 43    |       |
| 21. Oktober | Koene Dirk Parmentier                           | niederländischer Luftfahrtpionier                                                                                     | 44    |       |
| 22. Oktober | Ernst von Aster                                 | deutscher Philosoph                                                                                                   | 68    |       |
| 22. Oktober | Hermann Bode                                    | deutscher Unternehmer und Verbandsfunktionär                                                                          | 72    |       |
| 22. Oktober | Lili du Bois-Reymond                            | deutsche Schriftstellerin                                                                                             | 84    |       |
| 22. Oktober | Fritz Dietrich                                  | österreichischer Polizeipräsident und SS-Führer                                                                       | 50    |       |
| 22. Oktober | Ewald Foth                                      | deutscher SS-Oberscharführer, Leiter des Judenlagers im KZ Stutthof                                                   | 40    |       |
| 22. Oktober | August Hlond                                    | polnischer Theologe, Erzbischof von Gnesen und Posen, Erzbischof von Warschau und Primas in Polen                     | 67    |       |
| 22. Oktober | Guillaume de Jerphanion                         | französischer Linguist und Byzantinist                                                                                | 71    |       |
| 22. Oktober | Theodor Traugott Meyer                          | deutscher Schutzhaftlagerführer und Adjutant in Konzentrationslagern                                                  | 43    |       |
| 22. Oktober | Ferdinand Mirwald                               | deutscher Maler und Holzschneider                                                                                     | 76    |       |
| 22. Oktober | Albert Paulitz                                  | deutscher Kommandoführer in Konzentrationslagern                                                                      | 39    |       |
| 22. Oktober | Alexander Piorkowski                            | deutscher KZ-Kommandant                                                                                               | 44    |       |
| 22. Oktober | Carl Eugen Schmidt                              | evangelisch-lutherischer Theologe und Senior der Deutsch-Ungarischen Kirchengemeinde zu Preßburg                      | 82    |       |
| 22. Oktober | Paul von Sternbach                              | österreichisch-italienischer Politiker (Südtirol), Abgeordneter zum Tiroler Landtag, Mitglied der Camera dei deputati | 79    |       |
| 22. Oktober | Hans Trummler                                   | deutscher Kaufmann, SA-Oberführer, SS-Oberführer und Gestapomitarbeiter                                               | 47    |       |
| 23. Oktober | Carl Edward Bailey                              | US-amerikanischer Politiker                                                                                           | 54    |       |
| 23. Oktober | Giovanni Jeremich                               | italienischer Geistlicher, römisch-katholischer Weihbischof in Venedig                                                | 73    |       |
| 23. Oktober | Eugeniusz Morawski-Dąbrowa                      | polnischer Komponist                                                                                                  | 71    |       |
| 24. Oktober | Heinrich Grund                                  | deutscher Politiker (NSDAP), MdR                                                                                      | 56    |       |
| 24. Oktober | Markus Koch                                     | deutscher Komponist und Musikpädagoge                                                                                 | 69    |       |
| 24. Oktober | Franz Lehár                                     | österreichischer Komponist ungarischer Herkunft                                                                       | 78    |       |
| 24. Oktober | Louis Parrot                                    | französischer Lyriker, Essayist, Journalist und Übersetzer                                                            | 42    |       |
| 24. Oktober | Virgil Rainer                                   | österreichischer Bildhauer                                                                                            | 76    |       |
| 24. Oktober | Ernesto Restrepo Tirado                         | kolumbianischer Historiker und Ethnologe                                                                              | 86    |       |
| 25. Oktober | Walter Bock                                     | deutscher Chemiker | 53    |       |
| 25. Oktober | Franz Samhaber                                  | bayerischer Generalleutnant                                                                                           | 85    |       |
| 25. Oktober | Ronald Walker                                   | englischer Gewichtheber                                                                                               | 40    |       |
| 26. Oktober | Else Ehrich                                     | deutsche KZ-Aufseherin in verschiedenen Konzentrationslagern                                                          | 34    |       |
| 26. Oktober | Lek Sirdani                                     | albanischer Priester und Märtyrer                                                                                     |       |       |
| 26. Oktober | Robert von Srbik                                | österreichischer Generaloberst und Glaziologe                                                                         | 69    |       |
| 27. Oktober | Edward Bassett                                  | US-amerikanischer Jurist und Politiker                                                                                | 85    |       |
| 27. Oktober | Romeo Bosetti                                   | italienisch-französischer Akrobat, Schauspieler, Filmregisseur, Drehbuchautor und Filmproduzent                       | 69    |       |
| 27. Oktober | Charles Levadé                                  | französischer Komponist                                                                                               | 79    |       |
| 27. Oktober | Judah Leon Magnes                               | amerikanischer Rabbiner in den Vereinigten Staaten und Israel                                                         | 71    |       |
| 27. Oktober | Ernst Mäulen                                    | deutscher Verwaltungsbeamter                                                                                          | 70    |       |
| 27. Oktober | Rudolf Meißner                                  | deutscher Altgermanist                                                                                                | 86    |       |
| 27. Oktober | Marie-Antoine Roy                               | kanadischer Ordensgeistlicher, römisch-katholischer Bischof von Edmundston                                            | 55    |       |
| 27. Oktober | Friedrich Schürer                               | deutscher U-Boot-Konstrukteur                                                                                         | 67    |       |
| 27. Oktober | Eduard von Trzcinski                            | polnischer Gutsbesitzer und Politiker, MdR                                                                            | 74    |       |
| 28. Oktober | Milton H. West                                  | US-amerikanischer Politiker                                                                                           | 60    |       |
| 29. Oktober | Ludwig Bolgiano                                 | deutscher Maler und Zeichner                                                                                          | 82    |       |
| 29. Oktober | Poul Hansen                                     | dänischer Ringer | 57    |       |
| 29. Oktober | Antonio Létourneau                              | kanadischer Organist und Musikpädagoge                                                                                | 63    |       |
| 29. Oktober | Wesley Clair Mitchell                           | US-amerikanischer Ökonom                                                                                              | 74    |       |
| 29. Oktober | Jean Nageotte                                   | französischer Anatom                                                                                                  | 82    |       |
| 29. Oktober | Kurt Emil Schmutzler                            | deutscher Lagerkommandant des KZ Wiener Neudorf                                                                       | 52    |       |
| 29. Oktober | Friedrich Tinti                                 | österreichischer Politiker                                                                                            | 60    |       |
| 29. Oktober | Zebulon Weaver                                  | US-amerikanischer Politiker                                                                                           | 76    |       |
| 30. Oktober | Anna Hilaria Preuß                              | deutsche Schriftstellerin                                                                                             | 75    |       |
| 30. Oktober | August Schirmer                                 | deutscher Politiker (NSDAP), Reichsamtsleiter im Amt Rosenberg, MdR                                                   | 43    |       |
| 30. Oktober | Edmund Zdrojewski                               | deutscher SS-Hauptscharführer und KZ-Lagerleiter                                                                      | 33    |       |
| 31. Oktober | Carl Busch                                      | deutscher Glasmaler und Heraldiker                                                                                    | 77    |       |
| 31. Oktober | Georg Ludwig Fertsch                            | deutscher Politiker (FDP), MdL                                                                                        | 58    |       |
| 31. Oktober | José Tomas Gomes da Silva                       | brasilianischer Geistlicher, Bischof von Aracaju                                                                      | 75    |       |
| 31. Oktober | Fritz Goy                                       | deutscher Architekt, Schriftsteller, Zeichner und Maler                                                               | 71    |       |
| 31. Oktober | Cissy van Marxveldt                             | niederländische Kinderbuchautorin                                                                                     | 58    |       |
| 31. Oktober | Manowar Musso                                   | indonesischer kommunistischer Politiker                                                                               | 50    |       |
| 31. Oktober | Imogene Robertson                               | US-amerikanische Tänzerin und Schauspielerin                                                                          | 42    |       |
| 31. Oktober | Milly Steger                                    | deutsche Bildhauerin                                                                                                  | 67    |       |

## November
| Tag          | Name                                   | Beruf, bekannt als                                                                              | Alter | Beleg |
| ------------ | -------------------------------------- | ----------------------------------------------------------------------------------------------- | ----- | ----- |
| 1. November  | Lindley H. Hadley                      | US-amerikanischer Politiker                                                                     | 87    |       |
| 1. November  | John Henriksson                        | finnischer Schwimmer                                                                            | 65    |       |
| 1. November  | Heinrich Herm                          | französischer Jurist und Schriftsteller                                                         | 66    |       |
| 1. November  | Max Kassiepe                           | deutscher katholischer Geistlicher und Volksmissionar                                           | 81    |       |
| 1. November  | Friedrich Kenkel                       | deutscher Pädagoge und erster Leiter der Pädagogischen Akademie in Vechta                       | 62    |       |
| 1. November  | Otto Rasch                             | deutscher SS-Brigadeführer und Befehlshaber der Einsatzgruppe C                                 | 56    |       |
| 1. November  | Paul Runge                             | sozialdemokratischer Politiker                                                                  | 71    |       |
| 1. November  | Hermann Straumann                      | Schweizer Arzt                                                                                  | 86    |       |
| 2. November  | Wera Mitschurina-Samoilowa             | russische bzw. sowjetische Theaterschauspielerin und Theaterpädagogin                           | 82    |       |
| 2. November  | Margarethe Mittell                     | deutsche Schulleiterin                                                                          | 84    |       |
| 2. November  | Simon Moulijn                          | niederländischer Maler                                                                          | 82    |       |
| 3. November  | Eduard Gelbart                         | deutscher Organist, Pianist, Musikpädagoge und Komponist                                        | 70    |       |
| 3. November  | Josef Hödlmoser                        | österreichischer Landwirt und Politiker (CSP), Landtagsabgeordneter                             | 90    |       |
| 3. November  | Hinton James                           | US-amerikanischer Politiker                                                                     | 64    |       |
| 3. November  | Karoline Kunert                        | deutsche Politikerin (SPD), MdL                                                                 | 75    |       |
| 3. November  | William Emanuel Richardson             | US-amerikanischer Politiker                                                                     | 62    |       |
| 3. November  | Friedrich Tschinke                     | christlicher Widerstandskämpfer und VVN-Funktionär                                              | 54    |       |
| 4. November  | Eduard Baumgartner                     | österreichischer Politiker (SDAP), Landtagsabgeordneter                                         | 78    |       |
| 4. November  | Eugen Keller                           | Schweizer Theaterdirektor, Schauspieler und Regisseur                                           | 68    |       |
| 4. November  | Richard Schmidt                        | deutscher Politiker der SPD                                                                     | 84    |       |
| 4. November  | Albert Stanley, 1. Baron Ashfield      | britischer Manager und Politiker (Conservative Party), Mitglied des House of Commons            | 74    |       |
| 4. November  | Eduard Wellenkamp                      | deutscher Violoncellist, Orchester- und Kammermusiker, Organist und Komponist                   | 80    |       |
| 4. November  | Helena Zboińska-Ruszkowska             | polnische Sängerin und Gesangspädagogin                                                         | 71    |       |
| 5. November  | Marga d’Andurain                       | französische Abenteurerin                                                                       | 55    |       |
| 5. November  | Friedrich Hildebrandt                  | deutscher Politiker (NSDAP), MdR, SS-Obergruppenführer, Gauleiter und Kriegsverbrecher          | 50    |       |
| 5. November  | Ernst Ittameier                        | deutscher Politiker (NSDAP), MdR                                                                | 55    |       |
| 5. November  | George M. McCune                       | US-amerikanischer Linguist                                                                      | 40    |       |
| 5. November  | Heinrich Rondi                         | deutscher Ringer, Gewichtheber und Tauzieher                                                    | 71    |       |
| 6. November  | Karl Schmidt-Hellerau                  | deutscher Unternehmer und Anhänger der Lebensreformbewegung                                     | 75    |       |
| 7. November  | Jerome Cady                            | US-amerikanischer Drehbuchautor                                                                 | 45    |       |
| 7. November  | David Leland                           | Schauspieler                                                                                    | 16    |       |
| 7. November  | Carl Moritz Schreiner                  | deutscher Bildhauer                                                                             | 59    |       |
| 7. November  | Bruno Wenzel                           | deutscher Kaufmann und Journalist                                                               | 69    |       |
| 8. November  | Boris von Newrokop                     | bulgarischer Geistlicher, Metropolit von Newrokop der bulgarisch-orthodoxen Kirche              | 60    |       |
| 8. November  | Maximilian Csicserics von Bacsány      | österreichisch-ungarischer General der Infanterie im Ersten Weltkrieg                           | 83    |       |
| 8. November  | Ferdinand Grimm                        | österreichischer Finanzminister und Finanzfachmann                                              | 79    |       |
| 8. November  | Zdeněk Jarkovský                       | tschechischer Eishockeytorwart                                                                  | 30    |       |
| 8. November  | Jakob Kahn                             | deutscher Schneider, Expedient und Politiker (SPD)                                              | 70    |       |
| 8. November  | Johannes Lechermann                    | deutscher Salesianer Don Boscos und Moraltheologe                                               | 69    |       |
| 8. November  | Jean-Pierre Muller                     | luxemburgischer Radrennfahrer                                                                   | 38    |       |
| 8. November  | Marcel Nordmann                        | deutscher Jurist, Verwaltungsbeamter und Politiker (SPD)                                        | 58    |       |
| 8. November  | Peter Ferdinand von Österreich-Toskana | österreichischer Erzherzog, General                                                             | 74    |       |
| 8. November  | Erich Pohl                             | deutscher Fußballspieler                                                                        | 54    |       |
| 8. November  | Karel Stibor                           | tschechischer Eishockeyspieler                                                                  | 24    |       |
| 8. November  | Ladislav Troják                        | slowakischer Eishockeyspieler                                                                   | 34    |       |
| 8. November  | Franz Carl Weber                       | Schweizer Unternehmer                                                                           | 93    |       |
| 9. November  | Edgar Kennedy                          | US-amerikanischer Filmschauspieler und Filmregisseur                                            | 58    |       |
| 9. November  | Julius Koch                            | deutscher Kaufmann und Schriftsteller                                                           | 78    |       |
| 10. November | Julius Curtius                         | deutscher Politiker (DVP), MdR, Reichswirtschaftsminister und Reichsaußenminister               | 71    |       |
| 10. November | Georgi Schagunow                       | bulgarischer Komponist                                                                          | 75    |       |
| 10. November | Trygve Smith                           | norwegischer Tennisspieler                                                                      | 68    |       |
| 11. November | Alfred Hagenunger                      | deutscher Jurist und Politiker                                                                  | 71    |       |
| 11. November | Fred Niblo                             | US-amerikanischer Filmregisseur                                                                 | 74    |       |
| 12. November | Umberto Giordano                       | italienischer Komponist (hauptsächlich Opern)                                                   | 81    |       |
| 12. November | Betty Kurth                            | österreichische Kunsthistorikerin                                                               | 70    |       |
| 12. November | Gregor Meidlinger                      | österreichischer Politiker (CSP)                                                                | 74    |       |
| 12. November | Robert Franke                          | deutscher Publizist                                                                             | 62    |       |
| 13. November | Samuel C. Bradford                     | englischer Bibliothekar                                                                         | 70    |       |
| 13. November | Ferdinand Falco                        | deutscher Chemiker und Industrieller                                                            | 69    |       |
| 13. November | Yella Hertzka                          | österreichische Frauenrechtlerin und Schulgründerin                                             | 75    |       |
| 13. November | Nikolai Iwanowitsch Merzalow           | russischer Ingenieurwissenschaftler                                                             | 82    |       |
| 13. November | Richard Oehler                         | deutscher Bibliothekar und Friedrich Nietzsche-Herausgeber                                      | 70    |       |
| 13. November | Eugen Stähle                           | deutscher Mediziner und Politiker (NSDAP), MdR                                                  | 57    |       |
| 13. November | Josef Telfner                          | österreichisch-italienischer Maler                                                              | 74    |       |
| 14. November | Gustav Beckmann                        | deutscher Musikwissenschaftler, Dirigent und Komponist                                          | 65    |       |
| 14. November | Hans Kollwitz                          | deutscher Politiker (KPD, SED), MdR                                                             | 55    |       |
| 14. November | William Duncan MacMillan               | US-amerikanischer Astronom                                                                      | 77    |       |
| 14. November | Theodor Plaut                          | deutscher Wirtschaftswissenschaftler                                                            | 60    |       |
| 14. November | Hermann Simon                          | deutscher Komponist                                                                             | 52    |       |
| 15. November | Hugo Kinne                             | deutscher Jurist und Rechtsanwalt, Oberbürgermeister von Frankfurt (Oder) (1925–1933)           | 66    |       |
| 15. November | David Kneeland                         | US-amerikanischer Marathonläufer                                                                | 66    |       |
| 15. November | Clarence Morley                        | US-amerikanischer Politiker                                                                     | 79    |       |
| 15. November | Emil Rumpf                             | deutscher Maler und Illustrator                                                                 | 88    |       |
| 15. November | Hans Waschatko                         | österreichischer Schauspieler                                                                   | 71    |       |
| 16. November | Adolf Bauser                           | deutscher Lehrer und Politiker (VRP, CDU), MdR, MdL                                             | 67    |       |
| 16. November | Rosalia Chalia                         | kubanische Opernsängerin (Mezzosopran/Sopran)                                                   | 83    |       |
| 16. November | Frederick Gardner Cottrell             | US-amerikanischer Chemiker und Erfinder                                                         | 71    |       |
| 16. November | Lucy Hayward Barker                    | US-amerikanische Malerin des Impressionismus                                                    | 75    |       |
| 16. November | Florence Prag Kahn                     | US-amerikanische Politikerin                                                                    | 82    |       |
| 16. November | Erich Müller                           | deutscher Chemiker                                                                              | 78    |       |
| 17. November | Ernst-August Franke                    | deutscher Chirurg                                                                               | 73    |       |
| 17. November | Birger Ljungström                      | schwedischer Ingenieur, Erfinder und Industrieller                                              |       |       |
| 17. November | Sammy Stevens                          | englischer Fußballspieler                                                                       | 57    |       |
| 18. November | John J. Delaney                        | US-amerikanischer Politiker (Demokratische Partei)                                              | 70    |       |
| 18. November | Hans Hagemann                          | deutscher Kaufmann, Oberbürgermeister von Waldenburg                                            | 47    |       |
| 18. November | Frédéric Lazard                        | französischer Schachmeister und Schachkomponist                                                 | 65    |       |
| 19. November | Adam Ankenbrand                        | deutscher SS-Unterscharführer und KZ-Wachmann                                                   | 61    |       |
| 19. November | Mannes Francken                        | niederländischer Fußballspieler                                                                 | 60    |       |
| 19. November | Robert Dean Frisbie                    | US-amerikanischer Schriftsteller                                                                | 52    |       |
| 19. November | Hermann Grossmann                      | deutscher SS-Obersturmführer und Lagerleiter von Außenlagern des KZ Buchenwald                  | 47    |       |
| 19. November | Hermann Helbig                         | deutscher Kommandoführer im Krematorium des KZ Buchenwald                                       | 46    |       |
| 19. November | Josef Kestel                           | deutscher Kommandoführer im Steinbruch des KZ Buchenwald                                        | 44    |       |
| 19. November | Max Schobert                           | deutscher Schutzhaftlagerführer im KZ Buchenwald                                                | 43    |       |
| 19. November | Karl Schulpig                          | deutscher Grafikdesigner                                                                        | 64    |       |
| 19. November | Hans Wolf                              | deutscher Lagerältester im Außenlager Tröglitz des KZ Buchenwald                                | 46    |       |
| 19. November | Adolf Zycha                            | österreichischer Rechtshistoriker                                                               | 77    |       |
| 20. November | Max Feldbauer                          | deutscher Maler                                                                                 | 79    |       |
| 20. November | Alfred Götze                           | deutscher Prähistoriker                                                                         | 83    |       |
| 20. November | Karin Jarl-Sakellarios                 | österreichische Keramikerin                                                                     | 63    |       |
| 20. November | George F. Rogers                       | US-amerikanischer Politiker                                                                     | 61    |       |
| 21. November | Horace Eubanks                         | US-amerikanischer Jazzmusiker (Klarinette, Altsaxophon)                                         | 54    |       |
| 21. November | Hans Matthiae                          | deutscher Ruderer                                                                               | 63    |       |
| 21. November | Béla Miklós                            | ungarischer Offizier und Staatsmann                                                             | 58    |       |
| 21. November | Ferdinand Robert                       | österreichischer Bühnen- und Filmschauspieler                                                   | 71    |       |
| 21. November | Emil Thoma                             | Schweizer Maler und Grafiker                                                                    | 79    |       |
| 21. November | Wilhelm Weber                          | deutscher Althistoriker                                                                         | 65    |       |
| 22. November | Édouard Brémond                        | französischer Brigadegeneral, Historiker und Sachbuchautor                                      | 80    |       |
| 22. November | Clara Faisst                           | deutsche Komponistin, Musikpädagogin, Pianistin und Dichterin                                   | 76    |       |
| 22. November | Herbert Hiebsch                        | deutsch-tschechischer Musikwissenschaftler und nationalsozialistischer Musikfunktionär          | 43    |       |
| 22. November | Alfred Edward Woodley Mason            | britischer Romanautor                                                                           | 83    |       |
| 22. November | Ömer Fahrettin Türkkan                 | osmanischer Offizier und türkischer Diplomat                                                    | 80    |       |
| 23. November | Wilhelm Feise                          | deutscher Philologe, Gymnasiallehrer und Autor                                                  | 83    |       |
| 23. November | Gustav Haarmann                        | preußischer Verwaltungsbeamter und Landrat (DVP)                                                | 72    |       |
| 23. November | Üzeyir Hacıbəyov                       | aserbaidschanischer Komponist                                                                   | 63    |       |
| 23. November | Otto Hartwich                          | deutscher Theologe, Domprediger                                                                 | 87    |       |
| 23. November | Stan Hasselgård                        | schwedischer Jazz-Klarinettist                                                                  | 26    |       |
| 23. November | Gertrud Leistikow                      | deutsche Tänzerin                                                                               | 63    |       |
| 23. November | Fredrik Ström                          | schwedischer Politiker (Kommunist), Mitglied des Riksdag und Autor                              | 68    |       |
| 24. November | Gustav Althoff                         | deutscher Filmproduzent                                                                         | 63    |       |
| 24. November | Henning Bistrup                        | dänischer Marineoffizier, Kartograf und Polarforscher                                           | 69    |       |
| 24. November | Anna Marie Jarvis                      | amerikanische Begründerin des Muttertages                                                       | 84    |       |
| 24. November | Raoul Koczalski                        | polnischer Pianist und Komponist                                                                | 63    |       |
| 24. November | Georg Metzler                          | deutscher Architekt, Baubeamter und Bürgermeister in Worms                                      | 80    |       |
| 24. November | Hans Watzlik                           | böhmisch-deutscher Schriftsteller                                                               | 68    |       |
| 25. November | Adolf Buehl                            | Hamburger Senatssyndikus und Staatsrat                                                          | 88    |       |
| 25. November | Bjarnat Krawc                          | sorbischer Komponist                                                                            | 87    |       |
| 25. November | Leopold Leutgeb                        | österreichischer Geistlicher und Politiker (CSP), Abgeordneter zum Nationalrat                  | 57    |       |
| 25. November | Uechi Kanbun                           | japanischer Karateka und Begründer des Karatestils Uechi Ryu Karate Do                          | 71    |       |
| 26. November | Rudolf Bartels                         | deutscher Politiker, Bürgermeister von Osterath                                                 | 70    |       |
| 26. November | Wilhelm Franz                          | deutscher Architekt und Hochschullehrer                                                         | 84    |       |
| 26. November | Paul Hildebrandt                       | deutscher Gymnasiallehrer, Altphilologe, Schulreformer und Berliner Stadtverordneter            | 78    |       |
| 26. November | Richard Köhler                         | deutscher Kommandoführer im Zwangsarbeitslager Ohrdruf                                          | 32    |       |
| 26. November | Hubert Krautwurst                      | deutscher Kommandoführer im KZ Buchenwald                                                       | 24    |       |
| 26. November | Frank E. Lucas                         | US-amerikanischer Politiker                                                                     | 72    |       |
| 26. November | Hans Möser                             | deutscher Schutzhaftlagerführer im KZ Dora-Mittelbau                                            | 42    |       |
| 26. November | Emil Pleissner                         | deutscher Kommandoführer im Krematorium des KZ Buchenwald                                       | 35    |       |
| 26. November | Heinrich Schmitz                       | deutscher Mediziner                                                                             | 52    |       |
| 26. November | Friedrich Karl Wilhelm                 | deutscher SS-Sanitäter im KZ Buchenwald                                                         | 58    |       |
| 27. November | Jack Delaney                           | US-amerikanischer Boxer im Halbschwergewicht und sowohl universeller als auch NYSAC-Weltmeister | 48    |       |
| 27. November | George Elliott                         | englischer Fußballspieler                                                                       | 59    |       |
| 27. November | Domingo Hồ Ngọc Cẩn                    | vietnamesischer römisch-katholischer Bischof                                                    | 71    |       |
| 27. November | George R. Lunn                         | US-amerikanischer Soldat, Pfarrer und Politiker                                                 | 75    |       |
| 27. November | Luca Orsini Baroni                     | italienischer Diplomat                                                                          | 77    |       |
| 27. November | Edgar A. Sharp                         | US-amerikanischer Politiker                                                                     | 72    |       |
| 28. November | Will Dohm                              | deutscher Schauspieler                                                                          | 51    |       |
| 28. November | George Horine                          | US-amerikanischer Leichtathlet                                                                  | 58    |       |
| 28. November | Andreas Lang                           | bayerischer Politiker (BVP, CSU), MdL                                                           | 52    |       |
| 28. November | Julius C. Turner                       | deutscher Graphiker und Radierer                                                                | 67    |       |
| 29. November | Davie Adams                            | schottischer Fußballtorwart                                                                     | 65    |       |
| 29. November | Thomas Eßer                            | deutscher Politiker (Zentrum), MdR                                                              | 78    |       |
| 29. November | Julius Frey                            | deutscher Schauspieler bei Bühne und Film                                                       | 47    |       |
| 29. November | Maria Koppenhöfer                      | deutsche Schauspielerin                                                                         | 46    |       |
| 29. November | Wilhelmine Sandrock                    | deutsche Schauspielerin und Sängerin                                                            | 87    |       |
| 30. November | Hubert Berger                          | deutscher römisch-katholischer Priester und NS-Opfer                                            | 59    |       |
| 30. November | Benno Fleischmann                      | österreichischer Kunsthistoriker                                                                | 42    |       |
| 30. November | Nikolaus Moll                          | deutscher Priester und Pädagoge                                                                 | 69    |       |
| 30. November | Herbert Rieckhoff                      | deutscher Offizier, zuletzt Generalleutnant                                                     | 49    |       |
| 30. November | Max Rossbach                           | deutscher Kunstmaler                                                                            | 77    |       |
| 30. November | James J. Walsh                         | irischer Politiker (Sinn Féin und Cumann na nGaedheal)                                          | 68    |       |

## Dezember
| Tag          | Name                                   | Beruf, bekannt als | Alter | Beleg |
| ------------ | -------------------------------------- | --- | ----- | ----- |
| 1. Dezember  | Elizabeth Duncan                       | US-amerikanische Tanzpädagogin | 77    |       |
| 1. Dezember  | Henri Hazebrouck                       | französischer Ruderer | 71    |       |
| 1. Dezember  | Leopold Materna                        | österreichischer Dirigent und Komponist von E-Musik                                                                                  | 77    |       |
| 1. Dezember  | Somerton-Mann                          | Giftopfer |       |       |
| 2. Dezember  | Hendrik van der Bijl                   | südafrikanischer Naturwissenschaftler                                                                                                | 61    |       |
| 2. Dezember  | Richard Klett                          | deutscher Tierarzt | 81    |       |
| 2. Dezember  | Hans Paul                              | österreichischer Politiker (CS) |       |       |
| 2. Dezember  | Germaine Pichot                        | französisches Malermodell | 68    |       |
| 2. Dezember  | Chano Pozo                             | kubanischer Sänger und Percussionist                                                                                                 | 33    |       |
| 2. Dezember  | Rudolf Raschka                         | sudetendeutscher Ingenieur, Landwirt und Politiker (NSDAP), MdR                                                                      | 41    |       |
| 2. Dezember  | Joost Schmidt                          | deutscher Typograf, Maler und Lehrer am Bauhaus                                                                                      | 55    |       |
| 2. Dezember  | John H. Smithwick                      | US-amerikanischer Politiker | 76    |       |
| 2. Dezember  | Wilfred White                          | kanadischer Eishockeyspieler | 48    |       |
| 3. Dezember  | Arthur Guttmann                        | deutscher Chemiker und Spezialist auf dem Gebiet der Hochofenschlacke                                                                | 67    |       |
| 3. Dezember  | Wilhelm Heitmüller                     | deutscher Wirtschaftswissenschaftler, Hörfunkjournalist und Sachbuchautor                                                            |       |       |
| 3. Dezember  | Jan Hendrik Hofmeyr                    | südafrikanischer Politiker | 54    |       |
| 3. Dezember  | Josef Remmele                          | deutsches SS-Mitglied, Leiter des KZ Eintrachthütte und hingerichteter Kriegsverbrecher                                              | 45    |       |
| 3. Dezember  | Andreas Røder                          | dänischer Kunsthistoriker | 75    |       |
| 3. Dezember  | Kurt Schönberg                         | deutscher Verwaltungsjurist und Landrat                                                                                              | 70    |       |
| 3. Dezember  | May Wood Simons                        | US-amerikanische Autorin, Übersetzerin, Lehrerin und Sozialistin                                                                     | 72    |       |
| 3. Dezember  | Marcel Vonderweid                      | Schweizer Politiker und Staatsrat des Kantons Freiburg                                                                               | 82    |       |
| 4. Dezember  | Hermann Behrends                       | deutscher SS-Gruppenführer, Generalleutnant der Polizei und Politiker (NSDAP), MdR                                                   | 41    |       |
| 4. Dezember  | Frank Benford                          | US-amerikanischer Elektroingenieur und Physiker                                                                                      | 65    |       |
| 4. Dezember  | George L. Berry                        | US-amerikanischer Politiker | 66    |       |
| 4. Dezember  | Karl Bonhoeffer                        | deutscher Psychiater und Neurologe                                                                                                   | 80    |       |
| 4. Dezember  | Amos Markowitsch Kasch                 | russischer Sportschütze | 80    |       |
| 4. Dezember  | Rudolf Siegel                          | deutscher Dirigent und Komponist | 70    |       |
| 4. Dezember  | Wilhelm Wagener                        | deutscher Gewerkschaftsfunktionär | 77    |       |
| 5. Dezember  | Curt Theodor Fischer                   | deutscher Klassischer Philologe und Gymnasiallehrer                                                                                  | 79    |       |
| 5. Dezember  | Hermann Kayser                         | deutscher Sanitätsoffizier | 53    |       |
| 5. Dezember  | Kerry Mills                            | amerikanischer Komponist und Musikverleger                                                                                           | 79    |       |
| 5. Dezember  | Samuel Singer                          | Schweizer Germanist | 88    |       |
| 6. Dezember  | Leo Baer                               | deutscher Antiquar und Kunsthistoriker                                                                                               | 68    |       |
| 6. Dezember  | Govind Dajiba Bhalerao                 | indischer Parasitologe | 50    |       |
| 6. Dezember  | Wilhelm Claussen                       | deutscher SS-Oberscharführer, Rapportführer in Auschwitz                                                                             | 32    |       |
| 6. Dezember  | Erich Klann                            | deutscher Politiker der KPD | 52    |       |
| 6. Dezember  | Matty Matthews                         | US-amerikanischer Boxer und Weltmeister im Weltergewicht                                                                             | 75    |       |
| 6. Dezember  | David Mitchell                         | schottischer Fußballspieler | 82    |       |
| 6. Dezember  | Sarah Robertson                        | kanadische Malerin | 57    |       |
| 6. Dezember  | Eleanor Vachell                        | britische Botanikerin | 69    |       |
| 7. Dezember  | Ilja Sacharowitsch Trauberg            | russischer Regisseur und Drehbuchautor                                                                                               | 43    |       |
| 8. Dezember  | Matthew Charlton                       | australischer Politiker | 82    |       |
| 8. Dezember  | Berthe Girardet                        | französische Bildhauerin | 79    |       |
| 8. Dezember  | Richard Illge                          | deutscher Politiker (SPD), MdL (Königreich Sachsen)                                                                                  | 80    |       |
| 8. Dezember  | Carl Watzinger                         | deutscher Klassischer Archäologe | 71    |       |
| 9. Dezember  | Theodore Christianson                  | US-amerikanischer Politiker | 65    |       |
| 9. Dezember  | Günther Kuhl                           | deutscher Jurist, SS-Obersturmbannführer und Gestapomitarbeiter                                                                      | 40    |       |
| 9. Dezember  | Rudolf Posch                           | Südtiroler Priester und Journalist                                                                                                   | 61    |       |
| 9. Dezember  | Georg Schwarz                          | deutscher Arbeitersekretär, Zeitungsexpedient und Politiker (Zentrum, BVP), MdR                                                      | 75    |       |
| 9. Dezember  | Dave Tough                             | US-amerikanischer Schlagzeuger des Jazz                                                                                              | 41    |       |
| 10. Dezember | Friedrich Altrichter                   | deutscher Generalleutnant, Militärschriftsteller                                                                                     | 58    |       |
| 10. Dezember | Enrique Mario Casella                  | argentinischer Komponist | 57    |       |
| 10. Dezember | Juhan Jaik                             | estnischer Schriftsteller | 49    |       |
| 10. Dezember | Na Hye-sok                             | koreanische Dichterin, Malerin und feministische Philosophin                                                                         | 52    |       |
| 11. Dezember | Louis Barillet                         | französischer Maler, Medailleur und Glasmaler                                                                                        | 68    |       |
| 11. Dezember | Michel Becker                          | deutscher Schriftsteller | 53    |       |
| 11. Dezember | Arnold Wilhelm Nordbeck                | deutscher reformierter Pastor | 88    |       |
| 11. Dezember | Risto Savin                            | jugoslawischer Komponist | 89    |       |
| 11. Dezember | Emil Zöllner                           | deutscher Lehrer und Schriftsteller                                                                                                  | 69    |       |
| 12. Dezember | Johann Anetseder                       | deutscher Politiker (CSU), MdL | 50    |       |
| 12. Dezember | Josef Bischoff                         | deutscher Offizier und Freikorpsführer im Baltikum                                                                                   | 76    |       |
| 12. Dezember | Paul Burg                              | deutscher Schriftsteller und Journalist                                                                                              | 64    |       |
| 12. Dezember | Franjo Dugan                           | jugoslawischer Komponist | 74    |       |
| 12. Dezember | Georg Emmerling                        | österreichischer Politiker (SDAP), Landtagsabgeordneter, Mitglied des Bundesrates                                                    | 78    |       |
| 12. Dezember | Johann Carl Hofacker                   | deutscher Manager | 70    |       |
| 12. Dezember | Anna Bertha Königsegg                  | österreichische Nonne, Krankenschwester und Widerstandskämpferin gegen den Nationalsozialismus                                       | 65    |       |
| 12. Dezember | Jakob Kroeker                          | Russlanddeutscher Mennonitischer Theologe, Mitgründer und Direktor des Missionsbundes „Licht im Osten“ und Autor                     | 76    |       |
| 12. Dezember | Edward L. O’Neill                      | US-amerikanischer Politiker | 45    |       |
| 12. Dezember | Marjory Stephenson                     | britische Biochemikerin | 63    |       |
| 13. Dezember | Frans Drion                            | niederländischer Autor und Anarchist                                                                                                 | 74    |       |
| 13. Dezember | Maria Elisabeth Epstein                | deutsche Politikerin (DDP, CDU), MdL                                                                                                 | 66    |       |
| 13. Dezember | Anton Krupski                          | Schweizer Tierarzt | 59    |       |
| 13. Dezember | Olga Perl                              | österreichische Malerin | 57    |       |
| 14. Dezember | Erich Großmann                         | deutscher Mediziner, SS-Führer und Senator für Volksgesundheit der Freien Stadt Danzig                                               | 46    |       |
| 14. Dezember | Marcel Hess                            | belgischer Maler | 75    |       |
| 14. Dezember | Wilhelm Loos                           | Landtagsabgeordneter Volksstaat Hessen                                                                                               | 63    |       |
| 14. Dezember | R. O. Morris                           | englischer Komponist und Musikpädagoge                                                                                               | 62    |       |
| 14. Dezember | William Peacock                        | britischer Wasserballspieler | 57    |       |
| 14. Dezember | Franz Hermann Woweries                 | deutscher Politiker (NSDAP), MdR | 40    |       |
| 15. Dezember | João Tamagnini de Sousa Barbosa        | portugiesischer Militär und Politiker                                                                                                | 64    |       |
| 15. Dezember | Leopold Dubois                         | österreichischer Balletttänzer und Choreograf                                                                                        | 72    |       |
| 15. Dezember | Toni Elster                            | deutsche Malerin | 87    |       |
| 16. Dezember | Hans Sidonius Becker                   | Künstler, Autor, Freimaurer und Widerstandskämpfer                                                                                   | 53    |       |
| 16. Dezember | Louis Guingot                          | französischer Kunstmaler und Designer                                                                                                | 84    |       |
| 16. Dezember | Heinrich Ewald Hering                  | Physiologe | 82    |       |
| 16. Dezember | Hilde Krones                           | österreichische Politikerin (SPÖ), Abgeordnete zum Nationalrat                                                                       | 38    |       |
| 16. Dezember | Nikola Marinow                         | bulgarischer Maler | 69    |       |
| 17. Dezember | Santorre Debenedetti                   | italienischer Romanist, Italianist und Provenzalist                                                                                  | 70    |       |
| 17. Dezember | Max Hiller                             | deutscher Theater- und Filmschauspieler                                                                                              | 59    |       |
| 17. Dezember | Edgar Istel                            | deutscher Komponist und Musikwissenschaftler                                                                                         | 68    |       |
| 17. Dezember | Eduard Kremer                          | deutscher Politiker (Zentrum), MdL und Jurist                                                                                        | 67    |       |
| 17. Dezember | Gustav Adolf Walz                      | deutscher Völkerrechtler | 51    |       |
| 18. Dezember | Oskar Abisch                           | deutscher Bauingenieur und Statiker                                                                                                  | 62    |       |
| 18. Dezember | Charles Bennett                        | britischer Leichtathlet | 77    |       |
| 18. Dezember | William Arms Fisher                    | US-amerikanischer Komponist, Musikhistoriker und -verleger                                                                           | 87    |       |
| 18. Dezember | Oscar Gehrig                           | deutscher Kunsthistoriker | 58    |       |
| 18. Dezember | Jacobine Grohe                         | deutsche Theaterschauspielerin | 82    |       |
| 18. Dezember | Honda Kumatarō                         | japanischer Politiker und Diplomat, Botschafter in Deutschland und China                                                             | 74    |       |
| 18. Dezember | Marie Kahle                            | Opfer der NS-Zeit | 55    |       |
| 18. Dezember | Heinrich Kalbfleisch                   | deutscher Mediziner | 57    |       |
| 18. Dezember | Wilhelm Trapp                          | deutscher Polizeioffizier der Ordnungspolizei und Täter des Holocaust                                                                | 59    |       |
| 18. Dezember | Friedrich Veit                         | deutscher evangelischer Theologe und Kirchenpräsident in Bayern                                                                      | 87    |       |
| 19. Dezember | Joseph Bornmüller                      | deutscher Botaniker | 86    |       |
| 19. Dezember | Hans Frank                             | österreichischer Maler und Grafiker                                                                                                  | 64    |       |
| 19. Dezember | Elisabeth Hattemer                     | deutsche Politikerin (Zentrum) und Abgeordnete des Hessischen Landtags                                                               | 78    |       |
| 19. Dezember | Albert Pfeiffer                        | deutscher Archivar | 68    |       |
| 19. Dezember | Alexander Stein                        | deutscher Journalist | 67    |       |
| 20. Dezember | Eustace Miles                          | britischer Jeu de Paume-Spieler, Sachbuchautor und Gastwirt                                                                          | 80    |       |
| 20. Dezember | Neil Patterson                         | US-amerikanischer Hochspringer | 63    |       |
| 20. Dezember | Christopher Rawdon Briggs              | englischer Geiger und Musikpädagoge                                                                                                  | 79    |       |
| 20. Dezember | C. Aubrey Smith                        | britischer Schauspieler und Begründer des Hollywood Cricket Club                                                                     | 85    |       |
| 21. Dezember | Otto Adler                             | deutscher Gewerkschafter, 1. Vorsitzender der IG Chemie, Papier, Keramik                                                             | 72    |       |
| 21. Dezember | Ernst Batsch                           | deutscher Marineoffizier, zuletzt Konteradmiral                                                                                      | 69    |       |
| 21. Dezember | Josef Bruckmann                        | deutscher Sportfunktionär und Unternehmer                                                                                            | 57    |       |
| 21. Dezember | Ernst Dittrich                         | österreichischer Architekt des Jugendstils                                                                                           | 80    |       |
| 21. Dezember | Erich Kauffmann-Jassoy                 | deutscher Komponist | 71    |       |
| 21. Dezember | Waldemar Moritz                        | deutscher Verwaltungsbeamter | 78    |       |
| 21. Dezember | Michael Paulitsch                      | österreichischer Geistlicher, Journalist und Politiker (CSP), Abgeordneter zum Nationalrat                                           | 74    |       |
| 21. Dezember | Albrecht Platou                        | grönländischer Landesrat | 70    |       |
| 21. Dezember | Władysław Witwicki                     | polnischer Philosoph, Psychologe und Übersetzer                                                                                      | 70    |       |
| 22. Dezember | Charles Biscoe                         | britischer Fechter | 73    |       |
| 22. Dezember | Alexander Jadassohn                    | deutscher Verleger | 75    |       |
| 22. Dezember | Louis Reguin                           | Schweizer Emailmaler und Miniaturist                                                                                                 | 76    |       |
| 22. Dezember | Paul Thalheimer                        | deutscher Maler und Grafiker | 64    |       |
| 23. Dezember | Ulrich Bernays                         | deutscher Altphilologe und Vorkämpfer der Volkshochschule                                                                            | 67    |       |
| 23. Dezember | Georg Birnbaum                         | deutscher Dermatologe und Hochschullehrer                                                                                            | 58    |       |
| 23. Dezember | Otto Colosser                          | deutscher Architekt und Politiker (Wirtschaftspartei, DStP), MdR                                                                     | 70    |       |
| 23. Dezember | Wilhelm Derlam                         | deutscher Architekt und Baumeister                                                                                                   | 71    |       |
| 23. Dezember | Doihara Kenji                          | japanischer Spion | 65    |       |
| 23. Dezember | Petrus Johannes van Harderwijk         | niederländischer altkatholischer Geistlicher und Publizist                                                                           | 81    |       |
| 23. Dezember | Hirota Kōki                            | 32. japanischer Premierminister | 70    |       |
| 23. Dezember | Itagaki Seishirō                       | General der kaiserlich japanischen Armee                                                                                             | 63    |       |
| 23. Dezember | Kimura Heitarō                         | General der kaiserlich japanischen Armee                                                                                             | 60    |       |
| 23. Dezember | Matsui Iwane                           | japanischer General und kommandierender Offizier der japanischen Truppen, die 1937 für das Massaker von Nanjing verantwortlich waren | 70    |       |
| 23. Dezember | Mutō Akira                             | japanischer Generalleutnant | 56    |       |
| 23. Dezember | Adalbert von Neipperg                  | deutscher Benediktiner und Abt | 58    |       |
| 23. Dezember | Tōjō Hideki                            | 40. japanischer Premierminister und General                                                                                          | 63    |       |
| 24. Dezember | Paul Bugdahn                           | deutscher Politiker (SPD), MdL, MdHB                                                                                                 | 58    |       |
| 24. Dezember | Norbert Garai                          | österreichischer Drehbuchautor und Schriftsteller                                                                                    | 48    |       |
| 24. Dezember | Wilhelm Näscher                        | liechtensteinischer Landwirt und Politiker (FBP)                                                                                     | 56    |       |
| 24. Dezember | Hans Poeschel                          | deutscher Altphilologe und Gymnasiallehrer                                                                                           | 66    |       |
| 24. Dezember | Willie Taylor                          | schottischer Fußballspieler | 79    |       |
| 24. Dezember | Erich Ziegler                          | deutscher Musiker und Kapellmeister                                                                                                  | 48    |       |
| 25. Dezember | Carl Abrahamsson                       | schwedischer Eishockeyspieler | 52    |       |
| 25. Dezember | Walter Borck                           | deutscher Fußballtorwart | 57    |       |
| 25. Dezember | Pompeu Fabra i Poch                    | spanischer Philologe | 80    |       |
| 25. Dezember | Arthur Cyprian Harper                  | US-amerikanischer Politiker |       |       |
| 25. Dezember | Ignaz Zollschan                        | österreichisch-britischer Arzt und Anthropologe                                                                                      | 71    |       |
| 26. Dezember | Pierre Girieud                         | französischer Maler | 72    |       |
| 26. Dezember | Hélène de Mandrot                      | Schweizer Künstlerin und Kunstmäzenin                                                                                                | 81    |       |
| 26. Dezember | Viktor Pöschl                          | österreichischer Chemiker und Warenwissenschaftler                                                                                   | 64    |       |
| 26. Dezember | Richard Rankl                          | österreichischer Benediktiner, Lehrer und Astronom                                                                                   | 58    |       |
| 26. Dezember | Walter Schmidt                         | deutscher Eisenbahnbeamter | 56    |       |
| 26. Dezember | Frederic Ullman junior                 | US-amerikanischer Filmproduzent und Regisseur                                                                                        | 45    |       |
| 26. Dezember | Erich Walther                          | deutscher Offizier, zuletzt Generalmajor der Luftwaffe im Zweiten Weltkrieg                                                          | 45    |       |
| 27. Dezember | José María Betanzos y Hormaechevarría  | spanischer Ordensgeistlicher und römisch-katholischer Apostolischer Vikar von Marokko                                                | 85    |       |
| 27. Dezember | Ferdinand Dirichs                      | deutscher Geistlicher, Bischof von Limburg                                                                                           | 54    |       |
| 27. Dezember | Arrigo Serato                          | italienischer Geiger und Musikpädagoge                                                                                               | 71    |       |
| 27. Dezember | Marie Steiner                          | deutsche Schauspielerin, Theosophin und Anthroposophin                                                                               | 81    |       |
| 28. Dezember | Hans Bogner                            | deutscher Altphilologe | 53    |       |
| 28. Dezember | Ernesto Coppo                          | italienischer Ordenspriester, Missionar und römisch-katholischer Bischof                                                             | 78    |       |
| 28. Dezember | Ernst Ludwig Franke                    | österreichischer Maler, Plakatkünstler und Werbegraphiker                                                                            | 62    |       |
| 28. Dezember | Muhammad Saleh Akbar Hydari            | indischer Angehöriger des kolonialen Verwaltungsdienstes                                                                             | 54    |       |
| 28. Dezember | Hans Kohlschein                        | deutscher Historienmaler, Zeichner und Karikaturist                                                                                  | 69    |       |
| 28. Dezember | Emil Meerkämper                        | deutscher Ingenieur und Fotograf | 71    |       |
| 28. Dezember | Mahmud an-Nukraschi Pascha             | ägyptischer Premierminister | 60    |       |
| 28. Dezember | Walter Tost                            | deutscher Filmproduzent | 53    |       |
| 29. Dezember | Karl Otto Altvater                     | deutscher Offizier und Manager | 63    |       |
| 29. Dezember | Paul Maria Baumgarten                  | deutscher katholischer Priester, Historiker und Diplomatiker                                                                         | 88    |       |
| 29. Dezember | Harry Farjeon                          | englischer Komponist | 70    |       |
| 30. Dezember | George Ault                            | US-amerikanischer Maler | 57    |       |
| 30. Dezember | Sophie Gallwitz                        | deutsche Schriftstellerin | 75    |       |
| 30. Dezember | Anton Kaufmann                         | badischer Beamter | 63    |       |
| 30. Dezember | André Roffi                            | französischer Marathonläufer | 66    |       |
| 30. Dezember | Denton Welch                           | englischer Maler und Schriftsteller                                                                                                  | 33    |       |
| 31. Dezember | Rosina Buckman                         | neuseeländische Opernsängerin | 67    |       |
| 31. Dezember | Malcolm Campbell                       | englischer Automobilrennfahrer und Motorsportjournalist                                                                              | 63    |       |
| 31. Dezember | Marie-Eugène-Auguste-Charles Foulquier | französischer Geistlicher und Apostolischer Vikar in Myanmar                                                                         | 82    |       |
| 31. Dezember | Fritz Jacoby                           | deutscher Komponist | 59    |       |
| 31. Dezember | Franz Kesting                          | deutscher Schriftsteller | 76    |       |
| 31. Dezember | Heinrich Konen                         | deutscher Politiker (CDU), MdL | 74    |       |
| 31. Dezember | Otto Vitense                           | deutscher Pädagoge und mecklenburgischer Landeshistoriker                                                                            | 68    |       |